# Matt Haimovitz
Matt Haimovitz (né à Bat Yam en Israël le 3 décembre 1970) est un violoncelliste israélien de naissance, exerçant aujourd'hui aux États-Unis et au Canada. Il joue principalement un violoncelle Matteo Goffriller de 1710.

## Biographie
Matt Haimovitz est né dans la ville israélienne de Bat Yam. Il est le fils de Meir et Marlena Haimovitz, un couple de Juifs roumains installés en Israël. Lorsqu'il a cinq ans, la famille s'installe à Palo Alto, en Californie.
Haimovitz commence le violoncelle à sept ans avec Irene Sharp. À neuf ans, il change de professeur pour Gábor Reitő. Lorsque Haimovitz, à l'âge de douze ans, Itzhak Perlman, impressionné par ses interprétations données à Santa Barbara, le recommande à Leonard Rose, pour étudier à la Juilliard School. Sa famille et lui s'installent à New York en 1983. Rose décrit Haimovitz comme « probablement le plus grand talent a qu'il a enseigné », louant la « beauté ravissante du timbre »  et le « sens inhabituel du style et de la sensibilité musicale ».

### Débuts
En février 1985, Haimovitz rejoint Zubin Mehta et l'Orchestre philharmonique d'Israël pour un concert filmé et retransmis à la radio. Ce succès est suivi en 1986 par une tournée américaine avec le chef d'orchestre et le philharmonique d'Israel, ainsi qu'avec le New York Philharmonic. La même année, Haimovitz reçoit un Avery Fisher Career Grant, pour la réalisation musicale exceptionnelle – il est le plus jeune musicien à recevoir ce prix. La décennie suivante, Haimovitz se produit avec la plupart des grands orchestres d'Amérique du Nord, d'Europe et d'Asie, travaillant avec les plus grands chefs d'orchestre. En 1987, à dix-sept ans, Haimovitz signe un contrat d'exclusivité avec le label Deutsche Grammophon, où plusieurs de ses enregistrements du répertoire et de pièces moins standards, remportent plusieurs récompenses internationalement. Haimovitz épouse la compositrice Luna Pearl Woolf, avec qui il a deux filles.

### Carrière
Après son diplôme du Harvard College en 1996 et son contrat avec Deutsche Grammophon, Haimovitz est insatisfait du cheminement type d'une carrière traditionnelle d'un musicien classique de nos jours. Il explore un répertoire délaissé, classique ou non, et donne ses programmes dans des lieux insolites. Une tournée en Amérique du nord en 2002, a attiré l'attention au niveau international lorsque Haimovitz a joué les Suites pour violoncelle seul de Bach dans les discothèques, les restaurants et d'autres lieux non traditionnels, dans diverses villes à travers les États-Unis. L'année suivante, en 2003, il effectue la tournée Anthem de Haimovitz, dans laquelle il apporte de multiples compositions américaines destinées à autant de publics divers, notamment son interprétation de l'improvisation de « The Star-Spangled Banner » de Jimi Hendrix.
En 2000, Haimovitz a créé son propre label de disque, Oxingale, destiné à produire ses programmes de récitals, ainsi que d'autres artistes. En 2010, le label développe une branche de publication musicale pour éditer les œuvres commandées, jouées et enregistrées par Haimovitz.
De 1999 à 2004, Haimovitz est membre du corps professoral de l'université du Massachusetts à Amherst. Depuis 2004, Il enseigne à l'École de musique Schulich de l'Université McGill à Montréal ainsi qu'à l'académie Domaine Forget pour l'art rural de Québec.
En juin 2013, Haimovitz effectue une tournée en Italie avec l'Orchestre de chambre de Palo Alto.

## Discographie
| Date | Album | Label                     |
| ---- | --- | ------------------------- |
| 1989 | Saint-Saëns, Concertos pour violoncelle n°1 / Bruch, Kol Nidrei / Lalo, Concerto for violoncelle et orchestre en ré mineur                      | DG                        |
| 1990 | Haydn, C.P.E. Bach, Boccherini, Concertos pou violoncelle                                                                                       | DG                        |
| 1992 | Suites et Sonates pour violoncelle seul : Reger, Suite en sol majeur, op. 131c/1 ; Crumb, Sonate ; Britten: Suite no 1, op. 72 ; Ligeti, Sonate | DG                        |
| 1995 | Trios avec Rob Wasserman | GRP Records               |
| 1995 | Le violoncelle du XXe siècle | DG                        |
| 1997 | Le violoncelle du XXe siècle Volume 2 | DG                        |
| 1999 | Portes Ouvertes : Le violoncelle du XXe siècle Volume 3                                                                                         | DG                        |
| 1999 | Undertree | Oxingale Records          |
| 2000 | Bach, 6 Suites pour violoncelle seul | Oxingale Records          |
| 2001 | Lemons Descending | Oxingale Records          |
| 2002 | The Rose Album | Oxingale Records          |
| 2003 | Anthem | Oxingale Records          |
| 2003 | Haydn, Concertos pour violoncelle ; Mozart, Concerto pour violoncelle                                                                           | Transart Live             |
| 2003 | Hyperstring Trilogy | Oxingale Records          |
| 2004 | Please Welcome... Matt Haimovitz | Oxingale Records          |
| 2004 | Epilogue | Oxingale Records          |
| 2005 | Goulash! | Oxingale Records          |
| 2006 | Mozart le Maçon | Oxingale Records          |
| 2006 | Après Moi, le Déluge | Oxingale Records          |
| 2007 | David Sanford & the Pittsburgh Collective : Concert au Knitting Factory                                                                         | Oxingale Records          |
| 2007 | After Reading Shakespeare | Oxingale Records          |
| 2007 | VinylCello | Oxingale Records          |
| 2008 | Bach, Variation Goldberg | Oxingale Records          |
| 2008 | Odd Couple | Oxingale Records          |
| 2009 | Figment | Oxingale Records          |
| 2010 | Meeting of the Spirits | Oxingale Records          |
| 2011 | Shuffle.Play.Listen (En collaboration avec Christopher O'Riley)                                                                                 | Oxingale Records          |
| 2011 | Matteo : 300 ans de violoncelle italien | Oxingale Records          |
| 2012 | Paul Moravec : Northern Lights Electric | BMOP/sound                |
| 2012 | Laura Elise Schwendinger : trois œuvres | Albany Music Distribution |
| 2013 | Glass, Concerto pour violoncelle no 2 « Naqoyqatsi »                                                                                            | Orange Mountain Music     |
| 2013 | AngelHeart | Oxingale Records          |